# Šošonština
Šošonština (Shoshoni language, Sosoni' ta̲i̲kwappe) je Juto-aztécký jazyk, kterým mluví Šošoni, původní obyvatelé Velké pánve na západě Severní Ameriky. Odhaduje se, že ze sedmi tisíc Šošonů hovoří tímto jazykem tisíc lidí a dalších tisíc ho ovládá částečně, UNESCO zařadilo šošonštinu mezi ohrožené jazyky. Šošonština se dělí na čtyři hlavní dialekty: severní, západní, východní a Gosiute. Patří mezi syntetické, aglutinační jazyky s pořadím slov SOV (podmět-předmět-přísudek).

## Příklady

### Číslovky
| Šošonsky      | Česky |
| semme         | jeden |
| wahatte       | dva   |
| pahaitte      | tři   |
| wattsewihte   | čtyři |
| manaikihte    | pět   |
| naahpaihte    | šest  |
| taattsewihte  | sedm  |
| woosewihte    | osm   |
| seewemmihante | devět |
| seemaahte     | deset |